# Insensitive
Insensitive è un singolo della cantautrice canadese Jann Arden, pubblicato nel 1994 come secondo estratto dal secondo album in studio Living Under June.
A differenza di molti suoi brani, Arden non scrisse Insensitive, la cui autrice è invece Anne Loree. Il brano fu anche inserito nella colonna sonora del film Amare è....
La canzone rappresenta uno dei più importanti successi di Jann Arden al di fuori del Canada, avendo raggiunto la posizione numero 12 della prestigiosa classifica statunitense Billboard Hot 100. Il singolo raggiunse anche la top ten della Adult Contemporary, e di diverse classifiche internazionali, compresa l'Australia dove Insensitive raggiunse la vetta dei singoli più venduti. Il singolo vinse anche un Juno Award nel 1996 come "Singolo dell'anno".
In Italia il brano è stato usato come colonna sonora della campagna pubblicitaria televisiva dell'azienda di abbigliamento Coin.

## Video musicale
Il video, diretto da Jeth Weinrich, intervalla sequenze del film Amare è... con Christian Slater ad immagini della Arden che interpreta la canzone. Il video fu nominato ai Juno Award come "Video dell'anno" ma non vinse.

## Tracce
CD Single
Testi e musiche di Richards.
1. Insensitive (LP Version) – 4:17 (Loree)
2. Gasoline (Live from Kkos) – 4:20
3. Still Here – 3:49
4. Cuts – 3:00

## Classifiche
| Classifica (1995)                            | Posizione più alta |
| -------------------------------------------- | ------------------ |
| U.S. Billboard Hot 100                       | 12                 |
| U.S. Billboard Adult Contemporary            | 4                  |
| U.S. Billboard Adult Top 40                  | 6                  |
| U.S. Billboard Adult Top 40 Adult Recurrents | 1                  |
| U.S. Billboard Adult Top 40 Mainstream       | 9                  |
| Canada                                       | 1                  |
| Australia                                    | 1                  |
| Nuova Zelanda                                | 44                 |

## Cover
Una delle più celebri cover di Insensitive fu interpretata da LeAnn Rimes, ed inserita nell'album del 1998 Sittin' On Top Of The World.. Nel 2004 è stata reinterpretata da Jasper Steverlinck.